# Джерико (Вермонт)
Джерико (англ. Jericho) — місто (англ. town) в США, в окрузі Читтенден штату Вермонт. Населення — 5104 особи (2020).

## Демографія
Згідно з переписом 2010 року, у місті мешкало 5009 осіб у 1881 домогосподарстві у складі 1464 родин. Було 1948 помешкань
Расовий склад населення:
| - 97,4 % — білих - 0,6 % — чорних або афроамериканців - 0,6 % — азіатів - 0,2 % — корінних американців |

До двох чи більше рас належало 0,9 %. Частка іспаномовних становила 1,4 % від усіх жителів.
За віковим діапазоном населення розподілялося таким чином: 26,2 % — особи молодші 18 років, 63,2 % — особи у віці 18—64 років, 10,6 % — особи у віці 65 років та старші. Медіана віку мешканця становила 42,6 року. На 100 осіб жіночої статі у місті припадало 99,9 чоловіків;  на 100 жінок у віці від 18 років та старших — 94,9 чоловіків також старших 18 років.
Середній дохід на одне домашнє господарство  становив 112 971 долар США (медіана — 97 574), а середній дохід на одну сім'ю — 126 247 доларів (медіана — 110 365). Медіана доходів становила 60 227 доларів для чоловіків та 60 579 доларів для жінок. За межею бідності перебувало 4,5 % осіб, у тому числі 5,0 % дітей у віці до 18 років та 3,5 % осіб у віці 65 років та старших.
Цивільне працевлаштоване населення становило 3066 осіб. Основні галузі зайнятості: освіта, охорона здоров'я та соціальна допомога — 31,7 %, науковці, спеціалісти, менеджери — 12,6 %, виробництво — 10,5 %, роздрібна торгівля — 9,5 %.